# كريس هايز
كريس هايز (بالإنجليزية: Chris Hayes)‏ هو نقابي وسياسي أسترالي، ولد في 17 يوليو 1955 في سيدني في أستراليا. حزبياً، نشط في حزب العمال الأسترالي. وقد انتخب عضو مجلس النواب الأسترالي عن دائرة فولر ‏ (21 أغسطس 2010 – ) وانتخب عضو مجلس النواب الأسترالي عن دائرة Division of Werriwa ‏ (19 مارس 2005 – 21 أغسطس 2010).